# Chmelnycká oblast
Chmelnycká oblast (ukrajinsky Хмельницька область / Chmelnycka oblasť; někdy též Хмельниччина / Chmelnyččyna) je jednou z 24 samosprávných oblastí Ukrajiny. Rozkládá se v západní části země; její severní část spadá do historického území Volyně, většina do regionu Podolí.
Oblast je v rámci Ukrajiny průměrně rozlehlá (20 645 km²) a osídlená (59 os./km²); žije zde přes 1 220 000 obyvatel (2022), z nichž asi 95 % tvoří Ukrajinci a mluvčí ukrajinštiny. Do roku 2020 se dělila na 20 rajónů, poté byl jejich počet redukován na tři.

## Historie
V době carského Ruska spadal sever území pod Volyňskou gubernii, jih pod Podolskou. Chmelnycká oblast byla ustavena 22. září 1937 jakožto Podolskokamenecká oblast; později bylo sídlo oblasti přesunuto z Kamence, historického centra Podolí, do města Proskuriv, které bylo r. 1954 přejmenováno na Chmelnyckyj. Kromě Chmelnyckého a Kamence jsou většími městy železniční uzel Šepetivka a města Slavuta a Starokosťantyniv.

## Oblastní symboly

### Vlajka
Vlajka Chmelnycké oblasti je tvořena listem o poměru stran 2:3 se dvěma svislými pruhy, modrým a červeným. Uprostřed je umístěn štít z oblastního znaku.

## Geografie

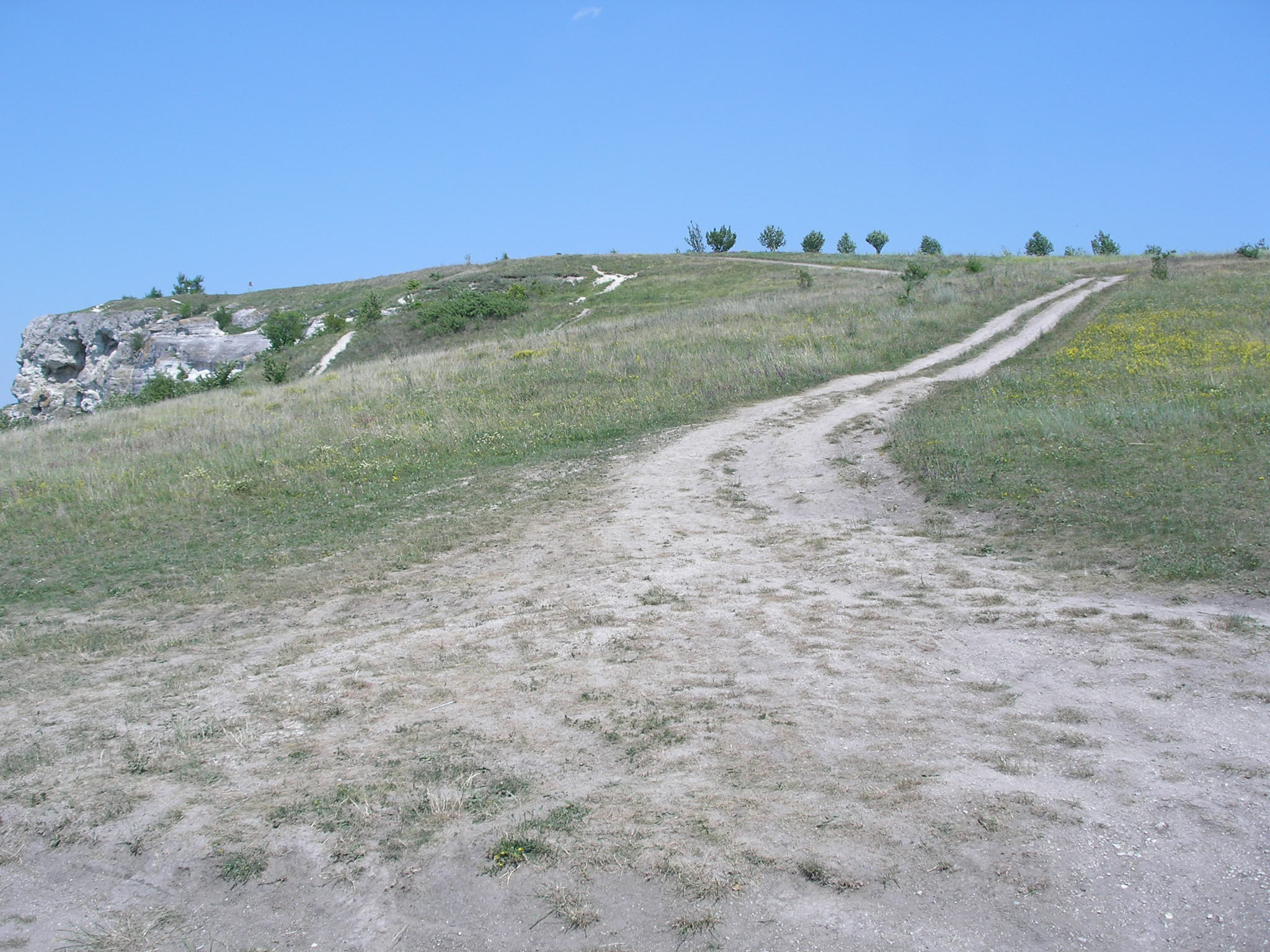
Krajina v NP Podilski Tovtry

Na jihu je oblast ohraničena řekou Dněstr; v oblasti pramení další významná řeka, Jižní Bug. Povrch tvoří převážně Volyňská vysočina a Podolská vysočina, na jihu členěná hlubokými kaňony Dněstru a jeho přítoků (Smotryč, Zbruč), kde se nachází také národní park Podilski tovtry. Sever oblasti patří k povodí Dněpru, kam odvádí vodu řeka Sluč. Nadmořská výška se pohybuje mezi 121 a 401 m n. m.
Z východu na západ prochází středem oblasti hlavní železniční trať Lvov – Žmerynka (Oděsa/Kyjev). Na severu oblasti, poblíž města Netišyn, se nachází Chmelnycká jaderná elektrárna. 2/3 celé jižní oblasti patří do národopisné oblasti Podolí a na severu pak 1/3 kraje tvoří historická Volyň.
S oblastí sousedí na západě Ternopilská oblast, na severozápadě Rovenská oblast, na severovýchodě Žytomyrská oblast, na východě Vinnycká oblast a na jihu leží Černovická oblast.

## Obyvatelstvo
K 1. lednu 2022 žilo v oblasti 1 228 829 obyvatel.
Oblast se vyznačuje střední mírou urbanizace: z 1,228 milionů osob žilo ve městech 713,3 tisíc lidí (58 %), zatímco na venkově 515, 5 tisíc lidí (42 %).
Počet obyvatel v oblasti postupně klesá. Tabulka níže představuje populační vývoj oblasti.
| 1995      | 2000      | 2005      | 2010      | 2015      | 2020      | 2022      |
| --------- | --------- | --------- | --------- | --------- | --------- | --------- |
| 1 517 000 | 1 458 900 | 1 388 000 | 1 334 000 | 1 301 200 | 1 254 700 | 1 228 829 |

Za rok 2021 se narodilo 8 681 živě narozených dětí, zemřelo však 23 506 lidí, z nichž 88 byly děti ve věku do jednoho roku. Na 100 zemřelých připadalo jen 37 živě narozených. Celkový úbytek obyvatel byl 14 958 lidí. Míra kojenecké úmrtnosti tehdy činila 10,1 ‰.
Podle výsledků sčítání lidu v roce 2001 žilo v oblasti 93,9 % Ukrajinců, 3,6 % Rusů a 1,6 % Poláků. 95,2 % všech obyvatel považovalo ukrajinštinu za rodný jazyk, 4,1 % považovalo za svou mateřštinu ruštinu.

## Města a obce
Následující tabulka podává přehled všech měst a větších sídel městského typu (kurzívou).
| Město            | Ukrajinský název      | Ruský název        | Obyvatel k 1. 1. 2022 |
| ---------------- | --------------------- | ------------------ | --------------------- |
| Chmelnyckyj      | Хмельницький          | Хмельницкий        | 274 452               |
| Kamenec Podolský | Камьянець-Подільський | Каменец-Подольский | 96 896                |
| Šepetivka        | Шепетівка             | Шепетовка          | 40 299                |
| Netišyn          | Нетішин               | Нетешин            | 36 492                |
| Slavuta          | Славута               | Славута            | 34 918                |
| Starokosťantyniv | Старокостянтинів      | Староконстантинов  | 33 921                |
| Polonne          | Полонне               | Полонное           | 20 172                |
| Voločysk         | Волочиськ             | Волочиск           | 18 295                |
| Krasyliv         | Красилів              | Красилов           | 18 356                |
| Izjaslav         | Ізяслав               | Изяслав            | 15 996                |
| Horodok          | Городок               | Городок            | 15 633                |
| Dunajivci        | Дунаївці              | Дунаевцы           | 15 707                |
| Letyčiv          | Летичів               | Летичев            | 10 074                |
| Deražňa          | Деражня               | Деражня            | 9 772                 |
| Jarmolynci       | Ярмолинці             | Ярмолинцы          | 7 122                 |
| Poninka          | Понінка               | Понинка            | 6 912                 |